# Hedeby
Hedeby (staro skandinavsko: Heiðabýr, nemško Haithabu ali Haddeby) je bilo pomembno trgovsko naselje v dansko-severno nemškem obmejnem pasu v času Vikingov. Cvetelo je od 8. do 11. stoletja.
Lokacija se nahaja proti južnemu koncu polotoka Jutlandija. Mesto se je razvilo kot trgovsko središče na čelu ozkega, plovnega vstopa znanega kot Schlei, ki se povezuje z Baltskim morjem. Lokacija je bila ugodna, saj je bil  le kratek, manj kot 15 km odsek kopnega do reke Treene, ki se izliva v Eider in v Severno morje, zaradi česar je bil priročen kraj, kjer so blago in ladje delno prenesli po kopnem in imeli tako skoraj neprekinjeno vodno povezavo med Baltskim in Severnim morjem. Na ta način so se izognili nevarni in zamudni plovbi okoli Jutlandije, kar je zagotavljalo Hedebyju vlogo, podobno kot kasnejšemu Lübecku.
Hedeby je bilo drugo največje nordijsko mesto v času Vikingov, po Uppåkra na jugu Švedske  in je bilo najstarejše mesto na Danskem, dokler ni mesto postalo del Nemčije. 
Mesto Schleswig je bilo kasneje ustanovljeno na drugi strani Schlei-ja in dalo vojvodini svoje ime. Stari zapisi omenjajo dva mostova, ki sta povezovala obe mesti. Hedeby je bil opuščen po uničenju leta 1066.
Lokacija Hedebyja se je nahajala v vojvodini Schleswig, ki je bilo tradicionalno osebno ozemlje Danskih kraljev. Vendar je Kraljevina Danska izgubila območja na račun Avstrije in Prusije leta 1864 v drugi Schleswigški vojni, zato je zdaj v Nemčiji. Hedeby je zdaj daleč najpomembnejše arheološko najdišče v zvezni deželi Schleswig-Holstein. Ob mestu je bil leta 1985 odprt Haithabu muzej.

## Imenovanje
Tako v vikinških časih kot v sodobnih evropskih jezikih, so imena in izgovorjava, ki se uporabljajo za Hedeby raznolika in zmedena.
- Hedeby je sprejeta sodobna angleška in danska oblika.
- Heiðabýr izhaja iz starih skandinavskih virov in je najstarejše znano ime. Prihaja iz heiðr = goličava in býr = "dvorišče". Omenja ga Alfred Veliki kot aet Haethe ("na gmajni").
  - Heithabyr je angleška oblika staro-nordijskega imena.
- Heidiba je latinska oblika.
- Haithabu je moderna nemška oblika, ko se sklicuje na zgodovinsko naselje. Pogosto se uporablja tudi v angleško govorečih akademskih okoljih. Gre za oživitev starega nordijski imena. Ampak, ker je ta jezik običajno izdan v njenem latinskem črkovanju, v tem primeru je imela prednost prečrkovanje iz runskega kamna. To se odraža v imenu muzeja, ki se zdaj nahaja na lokaciji najdišča. Drug lokalen runski kamen pa govori o "Hithabu".
- Haddeby je moderna nemška oblika upravnega okrožja okoli prvotnega mesta.
- Našli so tudi obliko Heddeby

Starodavna imena za bližnje mesto Schleswig so:
- Sliesthorp v najzgodnejših saških in frankovskih besedilih.
- Sliaswich v kasnejših saških in frankovskih besedil.

Možno je, da sta bili obe imeni uporabljani izmenično za isto naselje, odvisno od tega, kateri jezik je bil v uporabi. Vendar pa je dejstvo, da sta dve naselji začeli delovati zelo blizu skupaj in povzročali dodatne težave. Medtem ko naselje Hedeby / Haithabu danes leži na južni strani vstopa v Schlei, je naselje, ki je nastalo ob približno istem času na severni strani, imelo dolgo zgodovino bivanja do današnjih dni in je zdaj preraslo v mesto znano kot Schleswig in dalo svoje ime okoliški provinci.

## Zgodovina

### Izvor
Hedeby je prvič omenjen v Frankovskih kronikah Einharda (804), ki je bil v službi Karla Velikega, vendar je bil verjetno ustanovljen okoli leta 770. Leta 808 je danski kralj Godfred (lat. Godofredus) uničil konkurenčen slovanski trgovski center z imenom Reric, in to je bilo evidentirano v Frankovskih kronikah, saj so se trgovci preselil od tam v Hedeby. To je lahko začetek razvoja mesta. Isti viri pravijo, da je Godfred okrepil Danevirke, zemeljski nasip, ki se je raztezal čez jug polotoka Jutland. Danevirke se je pridružil obrambnim zidovom Hedebyja in ustvaril oviro vzhod-zahod čez polotok (od močvirij na zahodu do dovoda Schlei v Baltsko morje na vzhodu).
Samo mesto je bilo obdano s treh smeri proti kopnemu (sever, zahod in jug) z zemeljskim nasipom. Ob koncu 9. stoletja sta bila severni in južni del mesta zapuščena na račun osrednjega dela. Kasneje je bila zgrajena 9 metrov visoka polkrožna stena za zaščito zahodnega dostopa do mesta. Na vzhodni strani je mesto mejilo na najglobljem delu na vstop Schlei in zaliv Haddebyer Noor

### Vzpon
Hedeby je postal glavni trg zaradi svoje geografske lege na glavnih trgovskih poteh med frankovskim cesarstvom in Skandinavijo ter med Baltskim in Severnim morjem (vzhod-zahod). Med letoma 800 in 1000 je naraščajoča gospodarska moč Vikingov privedla do dramatične širitve kot velikega trgovskega centra.
V nadaljevanju je nekaj pomembnih dogodkov za mesto:
- Mesto so opisovali obiskovalci iz Anglije (Wulfstan - 9. stoletje) in iz Sredozemlja (Al-Tartushi - 10. stoletje).
- Hedeby je postal sedež škofa (948) in je pripadal nadškofiji Hamburg in Bremen.
- Mesto je kovalo svoje kovance (od 825?).
- Adam Bremen (11. stoletje) poroča, da so bile ladje poslane iz portus maritimus do slovanskih dežel, na Švedsko, v Samland (Semlant) (polotok

Sambia, Kaliningrajska oblast) in celo v Grčijo.
Švedska dinastija, ki jo je ustanovil Olof, je vladala Hedebyju v zadnjih desetletjih 9. stoletja in prvi polovici 10. stoletja. To je povedal Adamu Bremnu danski kralj Sweyn Estridsson in ga podpiral pri iskanju treh runskih kamnov na Danskem. Dva izmed njih je postavila mati Olofovega vnuka Sigtrygg Gnupasson. Tretjega so odkrili leta 1796, je iz Hedebyja, Erikov kamen (švedsko: Erikstenen). Napisane so norveško-švedske rune. Je pa možno, da so Danci tudi občasno pisali s to različico mlajših run.

### Življenjski slog
Življenje v Hedebyju je bilo kratko in intenzivno. Majhne hiše so bile zgrajene tesno skupaj ob mreži  ulic z vzhoda proti zahodu in navzdol do pomolov v pristanišču. Ljudje so redko živeli 30 ali 40 let in arheološke raziskave kažejo, da so bila njihova kasnejša leta pogosto boleča zaradi bolezni, kot je tuberkuloza. 
Ibrahim ibn Yaqub al-Tartushi, popotnik v poznem 10. stoletju iz Al Andaluz, ponuja najbolj barvit in pogosto citiran opis življenja v Hedebyju. Al-Tartushi je bil iz Kordove v Španiji, ki je imela precej bolj bogat in udoben način življenja kot Hedeby. Medtem ko so bili v Hedebyju pomembni skandinavski standardi, Al-Tartushi to ni navdušilo:
"Slesvig (Hedeby) je zelo veliko mesto na skrajnem koncu svetovnega oceana .... prebivalci častijo Sirius, razen manjšine kristjanov, ki imajo lastno cerkev .... Kdor kolje žrtveno žival postavlja palice pred vrata svojega dvorišča in nabode žival na njih, pa naj bo to kos goveda, ovna, koze ali prašiča, tako da bodo njegovi sosedje vedeli, da je to daritev v čast njegovega boga. Mesto je revno blaga in bogato. Ljudje jedo predvsem ribe, ki jih je v izobilju v morju. Otroke mečejo v morje zaradi ekonomičnosti. Pravica do razveze pripada ženskam .... Očesni make-up je še ena posebnost...; ko ga nosite, lepota nikoli ne izgine, res je izboljšana tako pri moških kot ženskah Dodatno:. nikoli nisem slišal tako nemogočega petje kot pri teh ljudeh, je ropotanje, ki izhaja iz njihovih grl, podobno pasjemu, toda bolj živalsko. 

### Zaton
Mesto je bilo opuščeno leta 1050, po spopadu med norveškim kraljem Haraldom Hardradadom s kraljem Sweynom II. Danskim. Ta je nad mesto poslal več gorečih ladij v pristanišče, ožgane ostanke so našli na dnu Schleia med nedavnimi izkopavanji. Norveški skald, citirano po Snorri Sturlusonu, opisuje dogodek, kot sledi:
Zgorel v jezi od konca do konca je bil Hedeby [..]
Visoki rdeči plameni iz hiše, ko je pred zoro, sem stal na trdnjavo s sekiro v roki
Leta 1066 so mesto oplenili in zažgali Vzhodni Slovani. Po uničenju, je bil Hedeby počasi zapuščen. Ljudje so se preselil čez vstop Schlei, ki ločuje dva polotoka Angeln in Schwansen in ustanovil mesto Schleswig.

## Arheologija

### Izkopavanja v 20. stoletju
Potem ko je bilo naselje opuščeno, so naraščajoče vode prispevale k popolnemu izginotju vseh vidnih konstrukcij na lokaciji. Povsem je bilo pozabljeno, kje je bilo naselje. To se je izkazalo kot sreča za kasnejša arheološka raziskovanja.
Arheološko delo se je začelo leta 1900 po odkritju naselja. Izkopavanja so se izvajala naslednjih 15 let. Nadaljnja izkopavanja so bila opravljene med 1930 in 1939. Arheološko delo na lokaciji je bilo uspešno iz dveh glavnih razlogov: na tem mestu ni bilo nikoli zgrajeno novo naselje vsaj 840 let prej, in da so bila trajno prepojena z vodo in ohranila les in druge pokvarljive materiale. Po drugi svetovni vojni, leta 1959, se je arheološko spet začelo in se nadaljuje v presledkih, do danes. Nasipi okoliških naselij so izkopani, pristanišče je bilo delno odkrito, v njem je bila odkrita potopljena vikinška ladja. Kljub vsemu je raziskano le 5% naselja in le 1% pristanišča.
Najpomembnejše najdbe so sedaj na ogled v sosednjem Haithabu muzeju.
Leta 2013 je Dirk Mahsarski (zgodovinar) povedal v Dagbladet da "Ko so nacisti leta 1930 uporabili ogromno sredstev za izkopavanje vikinškega naselja Haithabu" ... "je bilo to z jasnimi političnimi cilji. V resnici je bilo naselje (iz obdobja Vikingov) - kjer so se ljudje iz Danske in Norveške srečevali in trgovali z ljudmi iz območja okoli območja Baltika in današnje Nemčije. V propagande naj bi to služilo kot dokaz da imajo nordgermanerne in Vikingi skupne korenine." 

### Rekonstrukcija v 21. stoletju
Leta 2005 se je začel ambiciozen program arheološke rekonstrukcije na prvotnem mestu. Na osnovi rezultatov arheoloških analiz, so bile zgrajene natančne kopije nekaterih izvirnih vikinških hiš.